# Sorhoanus tritici
Sorhoanus tritici är en insektsart som beskrevs av Matsumura 1902. Sorhoanus tritici ingår i släktet Sorhoanus och familjen dvärgstritar. Inga underarter finns listade i Catalogue of Life.